# Paranatrolita
La paranatrolita és un mineral de la classe dels silicats, que pertany al grup de la natrolita. Rep el nom del grec "para", gairebé, i natrolita, per la seva estreta associació amb aquest mineral i la similitud en les seves composicions químiques.

## Característiques
La paranatrolita és un silicat de fórmula química Na₂Al₂Si₃O10·3H₂O. Es tracta d'una espècie aprovada per l'Associació Mineralògica Internacional, i publicada per primera vegada el 1980. Cristal·litza en el sistema monoclínic. La seva duresa a l'escala de Mohs oscil·la entre 5 i 5,5.
Segons la classificació de Nickel-Strunz, la paranatrolita pertany a «09.GA - Tectosilicats amb H₂O zeolítica; Zeolites amb unitats T₅O10 – Zeolites fibroses» juntament amb els següents minerals: gonnardita, mesolita, natrolita, escolecita, thomsonita-Ca, thomsonita-Sr, edingtonita i kalborsita.

## Formació i jaciments
Va ser descoberta a la pedrera Poudrette, situada al mont Saint-Hilaire, dins el municipi regional de comtat de La Vallée-du-Richelieu, a Montérégie (Quebec, Canadà). També ha estat descrita en una altra pedrera propera, també al Canadà, així com als Estats Units, Costa Rica, Bolívia, l'Argentina, Àustria, Alemanya, Hongria, Irlanda del Nord, Noruega i Rússia.